# Grup salvatge
Grup salvatge (títol original en anglès The Wild Bunch) és una pel·lícula estatunidenca de Sam Peckinpah, estrenada el 1969. Tracta sobre una banda de bandits envellida a la frontera Texas-Mèxic, qua assagen de sobreviure en el canviant món modern de 1913.
El 1999, el Registre Nacional de Cinema dels EUA la seleccionà per la seua preservació a la Biblioteca del Congrés com a cultural, històrica i estèticament significativa.

## Argument
Disfressats de soldats, Pike Bishop i la seva banda de fugitius busquen apoderar-se de la paga dels obrers del ferrocarril. Però Deke Thornton, antic company d'armes de Pike, els prepara una trampa. Per refer-se de la seva errada, Pike i els seus homes s'alien llavors amb un cap mexicà, Mapache, per atacar un comboi d'armes de l'exèrcit americà.

## Comentari
Amb Grup salvatge Sam Peckinpah sembla portar el western cap a la sortida. Mentre que al principi es tractava de testimoniar la història i els valors que havien constituït els Estats Units (instaurar l'ordre tot rebutjant les fronteres de la colonització, del conreu i de la ramaderia), aquests valors s'han fos, i la violència es fa tan palesa com la representada a la pantalla. Està omnipresent en l'últim terç de la pel·lícula (el ralentí sobre els esquitxos de sang en el moment dels impactes de bala). Fins i tot els nens semblen enganxats per aquesta violència endèmica que colpeix l'univers de Peckinpah: la pel·lícula s'obre amb una colla de nens que es diverteixen amb un escorpí lliurat a una colònia de formigues vermelles. Finalment, cremen ells mateixos el seu joc i se'n riuen. Cal veure-hi el pecat original? (S'ha de remarcar que aquesta escena no era prevista al guió original. Durant el rodatge, Emilio Fernández va explicar que de nen practicava aquest joc al seu poble, i Sam Peckinpah va decidir incloure-l al començament de la pel·lícula) En qualsevol cas, heus aquí un magistral resum del guió on els múltiples protagonistes, tots moguts per l'esquer del guany o de la venjança, o simplement desorientats en un món que ja no els tolera, semblen intercanviables: caçadors de primes embrutits, bandits sense fe ni llei, soldats americans, soldats mexicans sàdics, consellers militars prussians… la mateixa constant: malvats i irrecuperables, els personatges avancen cap al seu destí lamentable i tràgic alhora.
Escorpí o formiga vermella, els personatges erren com animals perduts a la seva pròpia jungla. D'altra banda, els nens maten amb Peckinpah. L'escena final de la massacre és certament una catarsi per a l'espectador però evoca un càstig bíblic, quan les ciutats desapareixen sota la còlera divina. Thornton, únic supervivent, sembla emergir d'un mal somni.
Sam Peckinpah enterrarà el gènere quatre anys més tard amb el seu western següent, Pat Garrett and Billy The Kid, al qual les figures llegendàries ja no tenen cap fe en un món en plena transformació. Paradoxalment, en reutilitzarà els ingredients amb èxit a la seva pel·lícula següent, una de les millors i tanmateix desconeguda Vull el cap d'Alfredo García (1974).

## Repartiment
- William Holden: Pike Bishop
- Ernest Borgnine: Dutch Engstrom
- Robert Ryan: Deke Thornton
- Edmond O'Brien: Freddie Sykes
- Warren Oates: Lyle Gorch
- Jaime Sánchez: Angel
- Ben Johnson: Tector Gorch
- Emilio Fernández: general Mapache
- Alfonso Arau: Tinent Herrera
- Strother Martin: Coffer
- L.Q. Jones: T.CAlbert
- Albert Dekker: Pat Harrigan
- Bo Hopkins: Crazy Lee
- Dub Taylor: reverend Wainscoat
- Paul Harper: Ross
- Jorge Russek: major Zamorra

## Nominacions
L'any 1970 va estar nominada als següents premis:
- Oscar a la millor banda sonora (Jerry Fielding)[4]
- Oscar al millor guió original (Walon Green i Sam Peckinpah)[4]